# ホソオツルギタテハ
ホソオツルギタテハ (Marpesia petreus) は、タテハチョウ科に分類されるチョウの一種。

## 分布
アメリカ合衆国（南部）からアルゼンチンにかけて分布する。

## 特徴
開長7.5cm。翅色は暗橙色で、前翅の翅頂はかぎ状になる。
森林、荒地、市街地で一年中みられる。クワ科イチジク属を食草とする。